# Derecho común
El derecho común (del latín ius commune) es un término que hace referencia a un derecho que se aplica a la generalidad de los casos o aplicable, a diferencia de un derecho particular o especial (derecho propio).
Durante la Baja Edad Media se denominó así al derecho formado por el Corpus Iuris Civilis (derecho romano justinianeo), el Corpus Iuris Canonici (derecho canónico) y la labor de los juristas sobre estos cuerpos jurídicos (escuela de glosadores y comentaristas).

## Antecedentes
El término ius commune fue utilizado en forma instrumental en las obras de algunos juristas romanos, como Gayo. Sin embargo, es durante la Baja Edad Media cuando se desarrolla realmente el concepto.
Tras la caída del imperio romano de occidente en el año 476, se rompió la unidad política y jurídica de Europa. A partir del siglo IX comienza a retornar la idea de una Europa unida. Carlomagno, a través del llamado Sacro Imperio Romano Germánico pretende obtener dicha unidad: "unum imperium, unum ius" (si uno es el imperio, uno debe ser el derecho). Esta idea provocó conflictos, pero este concepto sufre transformaciones en el siglo XIII y, finalmente, se aplica tanto al derecho canónico como al justinianeo (civil).
Los diversos países europeos estaban regidos por estatutos y fueros locales (derechos locales). Una reunificación era difícil al carecer de una base doctrinal, que pudiera permitirla. Dicho proceso pudo iniciarse gracias a un especial acontecimiento: durante el siglo XI, en la Escuela de Arte de Bolonia se encontraron algunos ejemplares de la recopilación de derecho romano de Justiniano encontrados por Irnerio en monasterios (en un principio encontró la parte central del Digesto, luego encontró otras partes que fue añadiendo de forma consecutiva), comúnmente conocida como Corpus Iuris Civilis. Nacerían así los Glosadores, que desarrollarían el derecho común en las nacientes universidades.
Posteriormente, con la aparición de un derecho especial aplicable a los comerciantes (El derecho mercantil), el derecho civil pasó a denominarse también derecho común, en complemento a aquel.
En España a través de la unificación de los fueros por los distintos reinos, se fueron creando los derechos forales. Estos derechos forales rigen en lugares determinados de España y con la promulgación del Código Civil de 1889 se reconoce y respeta su existencia como derechos especiales. Por ello, para referirse al derecho civil general se utiliza el término derecho común.

## Ius communemedieval

### Cuerpos jurídicos

#### Corpus iuris civilis
Es el conjunto que se acabará formando (a finales del s. VI) procedentes de los textos de Justiniano. Consta de cinco volúmenes, de los cuales:
1. Los tres primeros volúmenes corresponden a los tres primeros libros del Digesto.
2. En el cuarto volumen encontramos los nueve primeros (y más importantes) libros del Codex.
3. El quinto volumen contiene los cuatro libros de las Instituciones de Justiniano (las que sustituyeron a las de Gayo; obra considerada un manual para el jurista), una nueva versión de las Novellas, los tres libros restantes del Codex (menos importantes por tratar derecho público de la antigua Roma), constituciones medievales varias y una versión del derecho feudal lombardo (Libri feudorum), ya que Roma no conocía las relaciones feudales.

#### Corpus iuris canonici
Está compuesto por sus propios libros. En principio no existen textos y hay un sinfín de cánones conciliares de forma desordenada. La Iglesia pretende conciliar los cánones, consiguiendo un ordenamiento sistemático. Este ordenamiento lo hace Graciano en su obra Concordia de los Cánones Discordantes. Esta ordenación se suele denominar Decreto de Graciano.
Sin esta primera compilación no hubiese sido posible organizar el derecho canónico (aunque dicha obra no forma parte del derecho canónico pues no fue obra oficial).
El contenido del Corpus iuris canonici está compuesto por cánones conciliados, capítulos de textos sagrados, algunas fuentes romanas, textos carolingios o medievales y, además, el propio autor se toma la libertad de exponer su opinión.

### Escuelas jurídicas
La labor de los juristas resulta imprescindible para la formación del derecho común. La aparición de la glosa (Escuela de Glosadores) permitía aplicar este nuevo invento (que revolucionó un gran avance científico), lo cual era una gran labor de lectura y comprensión de los textos. Esta podía ser marginal o interlineal. El objetivo de los glosadores era aclarar el significado literal del texto. Sin embargo, al considerar al derecho justiniano como un derecho sagrado no se tiene en cuenta su contexto y no se logra explicar con toda la necesaria exactitud.
Tanto los juristas civilistas como los canonistas aplican la glosa, usando la glosa (glosa canónica). Podemos encontrarnos principalmente a dos grupos: a los decretistas (los que glosan el Decreto de Graciano) y los decretalistas (glosan el derecho del Papa).
En la segunda mitad del siglo XIII aparecen el mos italicus de los postglosadores (los comentaristas). El comentario sustituye a la glosa. Los comentaristas ya no tratan de clarificar la litera, sino adentrarse en el sensus y dar resolución (y aplicación del derecho) a los problemas surgidos en la praxis de la época.

## Aplicaciones
Según la acepción de derecho común como sinónimo de derecho civil, en oposición al derecho mercantil, es aquel que rige:
1. En el ámbito del derecho privado cuando no es aplicable el derecho mercantil (no son comerciantes o actos de comercio).
2. De forma supletoria al derecho mercantil, cuando este es el aplicable y en aquello que no esté explícitamente regulado.

Según la acepción de derecho común como derecho civil general, en contraposición al derecho civil foral, es aquel que rige:
1. En ausencia de derecho foral.
2. De forma supletoria al derecho foral, cuando este existe y es aplicable en un territorio.
3. La aplicación de uno u otro derecho en los conflictos de jurisdicción.

## Nota
1. ↑  Adolf Berger (1953). Encyclopedic dictionary of Roman law. American Philosophical Society. pp. 527-. ISBN 978-0-87169-432-4. Consultado el 4 de enero de 2012.
2. ↑  Derecho común  (enlace roto disponible en Internet Archive; véase el historial, la primera versión y la última).

- Datos: Q697141